# Elecciones presidenciales de Estados Unidos de 2024 en Nuevo Hampshire
Las elecciones presidenciales de Estados Unidos de 2024 en Nuevo Hampshire se llevaron a cabo el 5 de noviembre de 2024, como parte de las elecciones presidenciales de Estados Unidos de 2024. Los votantes de Nuevo Hampshire eligieron a los cuatro electores que los representarían en el Colegio Electoral mediante votación popular.
Nuevo Hampshire, un estado rural de Nueva Inglaterra dominado por votantes moderados, había respaldado a los republicanos en la mayoría de las elecciones presidenciales desde la formación del partido hasta 1988, con la excepción de Woodrow Wilson en 1912 y 1916; Franklin D. Roosevelt en 1936, 1940 y 1944; y Lyndon B. Johnson en 1964. Sin embargo, desde principios de la década de 1990, el estado comenzó a inclinarse hacia los demócratas a nivel federal, y los demócratas han ganado el estado por un solo dígito en todas las elecciones presidenciales desde 1992, con la excepción de la estrecha victoria de George W. Bush en 2000.

## Resultados

### Generales
| Partido       | Partido     | Candidato     | Votos | %   |
| ------------- | ----------- | ------------- | ----- | --- |
|               | Demócrata   | Kamala Harris |       |     |
|               | Republicano | Donald Trump  |       |     |
|               | Libertario  | Chase Oliver  |       |     |
|               | Verde       | Jill Stein    |       |     |
| Escritos      |             |               |       |     |
|               |             |               |       |     |
| Total         | Total       | Total         |       | 100 |
| Participación |             |               |       |     |
| Registrados   |             |               |       |     |
|               |             |               |       |     |
| Fuente:       |             |               |       |     |

### Por condado
|              | Trump Republicano | Trump Republicano | Harris Demócrata | Harris Demócrata | Total       | Margen | Margen |
| Condado      | Votos             | %                 | Votos            | %                | Total       | Votos  | %      |
| ------------ | ----------------- | ----------------- | ---------------- | ---------------- | ----------- | ------ | ------ |
| Belknap      |                   |                   |                  |                  | En curso... |        |        |
| Carroll      |                   |                   |                  |                  | En curso... |        |        |
| Cheshire     |                   |                   |                  |                  | En curso... |        |        |
| Coös         |                   |                   |                  |                  | En curso... |        |        |
| Grafton      |                   |                   |                  |                  | En curso... |        |        |
| Hillsborough |                   |                   |                  |                  | En curso... |        |        |
| Merrimack    |                   |                   |                  |                  | En curso... |        |        |
| Rockingham   |                   |                   |                  |                  | En curso... |        |        |
| Strafford    |                   |                   |                  |                  | En curso... |        |        |
| Sullivan     |                   |                   |                  |                  | En curso... |        |        |

## Análisis
Un estudio del Centro de Innovación e Investigación Electoral en julio de 2024 encontró que New Hampshire es uno de los tres estados restantes (junto con Mississippi y Alabama) que no ofrecen la opción de votación anticipada en persona para las elecciones generales de 2024. El estado también requiere una razón elegible para poder votar por correo. Por tradición, desde 1960, todos los votantes elegibles de Dixville Notch emiten sus votos a la medianoche del día de las elecciones.
Harris sufrió un revés, obteniendo un 1,5% de los votos menos que Biden en 2020. Ella cedió terreno en todos los condados del estado, mientras que Trump ganó tres condados: Carroll, Rockingham y Sullivan. No obstante, se convirtió en el primer republicano en ganar la Casa Blanca sin llevarse el condado de Hillsborough desde Richard Nixon en 1968.